# Sergei Frenkel
Sergei Frenkel (* 6. August 1984) ist ein israelischer Eishockeyspieler, der auf Vereinsebene bis 2015 beim HC Bat Yam in der israelischen Eishockeyliga spielte. Seither spielt er ausschließlich für die israelische Nationalmannschaft.

## Karriere
Sergei Frenkel spielte zunächst bei den Haifa Hawks, für die er am Meisterschaftsbetrieb der israelischen Eishockeyliga teilnahm. 2002 zog es ihn nach Kanada in die Ontario Provincial Junior Hockey League, wo er für die Thornhill Rattlers, die Mississauga Chargers und die Vaughan Vipers spielte. 2005 wechselte Frenkel zu den Ryerson Rams, der Eishockeymannschaft der Ryerson University in Toronto, an der er damals studierte, und spielte mit diesen um die Kanadische Universitätsmeisterschaft. 2008 kehrte er nach Israel zurück und spielte seither beim HC Bat Yam. Mit der Mannschaft von der Mittelmeerküste wurde er 2010 und 2012 israelischer Vizemeister.

### International
Frenkel nahm mit dem israelischen Nachwuchs an den U18-Junioren-Weltmeisterschaften der Division III 2001 teil. Im selben Jahr debütierte er bei der Division-II-Weltmeisterschaft in der Herren-Nationalmannschaft. Auch 2002, 2003, 2004 und 2005 spielte er in der Division II für sein Heimatland. Nachdem 2004 der Klassenerhalt nur aufgrund der besseren Tordifferenz gegenüber Absteiger Luxemburg erreicht wurde, gelang den Israelis – auch aufgrund der neun Torvorlagen Frenkels – 2005 der überraschende und erstmalige Aufstieg in die Division I. Dort waren Frenkel und seine Mannschaftskameraden 2006 dann allerdings überfordert und stiegen ohne Punktgewinn und mit 3:47 Toren umgehend wieder ab. So spielte Frenkel auch 2007, 2008, 2009, als er als bester Spieler seiner Mannschaft ausgezeichnet wurde, und 2010 wieder in der Division II, ehe ihn ein weiterer Abstieg in die Division III führte. Dank jeweils elf Toren und Vorlagen Frenkels, damit war er jeweils hinter seinem Landsmann Eliezer Sherbatov zweitbester Torschütze (gemeinsam mit Daniel Mazour), Vorbereiter und Scorer des Turniers, stieg die Mannschaft bei der Weltmeisterschaft 2011 aber umgehend wieder in die Division II auf, in der er auch 2012, 2013, 2014, 2015 2019, als er gemeinsam mit dem Isländer Miloslav Račanský und dem Mexikaner Héctor Majul zweitbester Torschütze nach seinem Landsmann Eliezer Sherbatov war, und 2022 für seine Farben auf dem Eis stand.

## Erfolge und Auszeichnungen
- 2005 Aufstieg in die Division I bei der Weltmeisterschaft, Division II, Gruppe B
- 2011 Aufstieg in die Division II bei der Weltmeisterschaft, Division III
- 2013 Aufstieg in die Division II, Gruppe A, bei der Weltmeisterschaft der Division II, Gruppe B
- 2019 Aufstieg in die Division II, Gruppe A bei der Weltmeisterschaft der Division II, Gruppe B